# Пеґґі Бюхзе
Пеґґі Бюхзе (нім. Peggy Büchse, 9 вересня 1972) — німецька плавчиня. Чемпіонка світу з водних видів спорту 2001 року, медалістка 1998 року. Чемпіонка Європи з водних видів спорту 1995, 1997, 1999, 2000 років.